# Филип фон Золмс-Кьонигсберг
Филип фон Золмс-Кьонигсберг (на немски: Philipp von Solms-Königsberg; † 1364/1365) е граф на Золмс-Кьонигсберг.

## Произход
Той е най-възрастният син на граф Райнболд II фон Золмс-Кьонигсберг († 1305/1308) и съпругата му Гизела фон Фалкенщайн († 1313/1314), дъщеря на Филип II фон Фалкенщайн и вилдграфиня Гизела фон Кирбург. Племенник е на граф Марквард III фон Золмс-Кьонигсберг († 1346) и Герхард фон Золмс-Кьонигсберг († 1322), каноник в Бон и Кьолн. Братята му Райнболд III и Райнболд IV умират през 1355 г.

## Фамилия
Първи брак: пр. 13 април 1332 г. с Имагина фон Спонхайм-Кройцнах († сл. 21 декември 1352/1354), дъщеря на граф Симон II фон Спонхайм-Кройцнах и Елизабет фон Фалкенбург. Те имат децата:
- Райнболд V фон Золмс († 1348/1355)
- Анна фон Золмс († 15 март 1389), абатиса на Алтенберг

Втори брак: пр. 1355 г. с Елизабет фон Золмс († 23 август 1386), дъщеря на граф Бернхард I фон Золмс-Браунфелс и Гостия фон Ахауз. Бракът е бездетен.
Вдовицата му Елизбет фон Золмс-Браунфелс се омъжва втори път пр. 11 ноември 1367 г. за граф Йохан IV (III) фон Бургзолмс († 1402).